# Б'єнтіна
Б'єнтіна (італ. Bientina) — муніципалітет в Італії, у регіоні Тоскана,  провінція Піза.
Б'єнтіна розташовані на відстані близько 260 км на північний захід від Рима, 55 км на захід від Флоренції, 18 км на схід від Пізи.
Населення — 8095 осіб (2014).

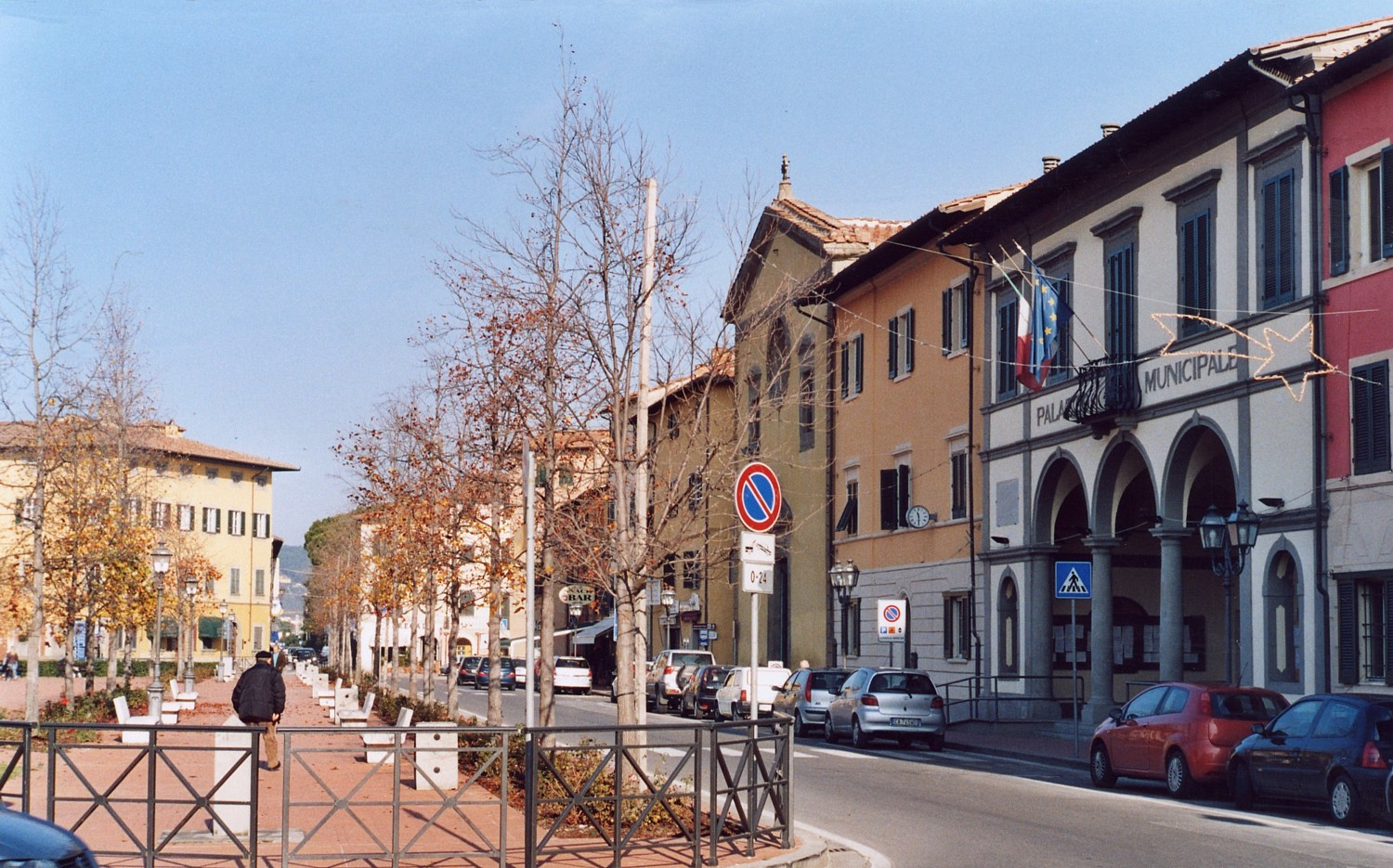

Щорічний фестиваль відбувається 5 червня. 

## Демографія
Населення за роками:

Станом на 1 січня 2023 року в муніципалітеті офіційно проживало 506 іноземців з 49 країн, серед них 111 громадян країн Євросоюзу та 12 громадян України.

## Сусідні муніципалітети
- Альтопашіо
- Буті
- Кальчиная
- Капаннорі
- Кастельфранко-ді-Сотто
- Санта-Марія-а-Монте
- Вікопізано